# دهستان زالوآب
دهستان زالوآب نام دهستانی در بخش مرکزی شهرستان روانسر، استان کرمانشاه در ایران است. براساس سرشماری مرکز آمار ایران در سال ۱۳۸۵، جمعیت آن ۴۱۶۲ نفر (۸۸۱ خانوار) بوده‌است.